# Valentin Heins (Rechenmeister)

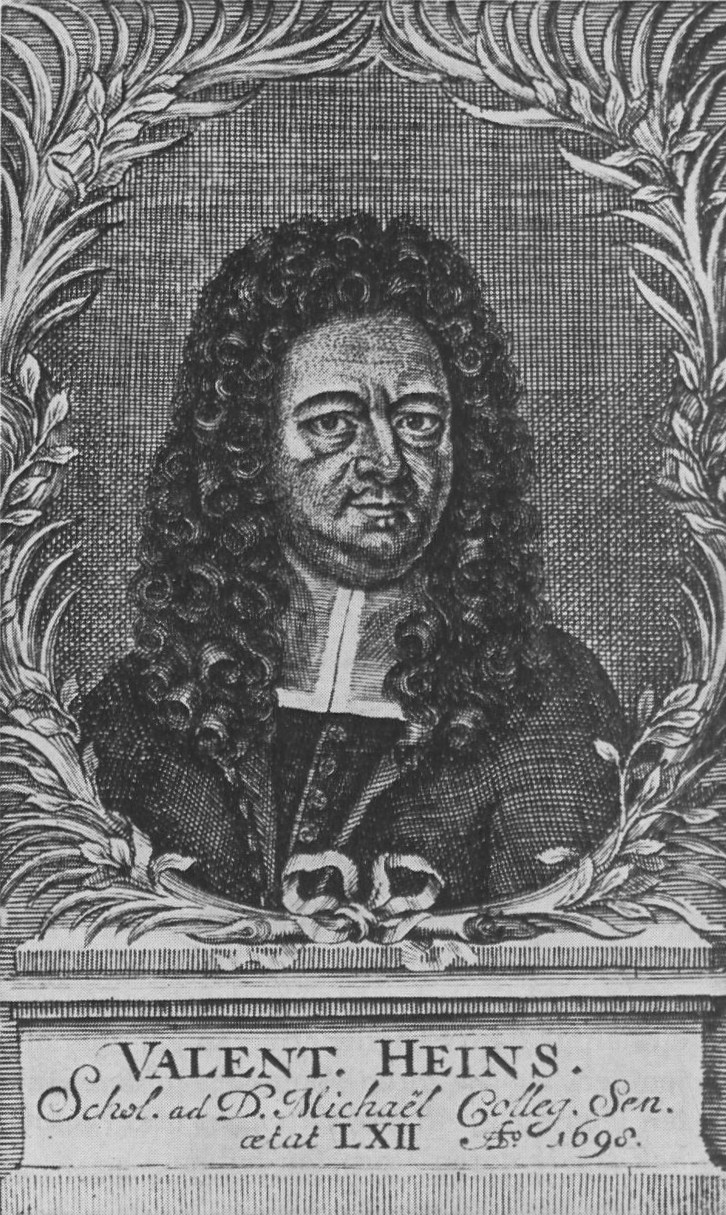
Valentin Heins, Kupferstich von 1698

Tyrocinium mercatorio-aritmeticum, 1785 (Fondazione Mansutti, Mailand)

Valentin Heins (* 15. Mai 1637 in Hamburg; † 17. November 1704 ebenda) war ein deutscher Rechenmeister. 

## Leben
Heins war der Sohn eines Leinenwebers, über seine Schulbildung ist nichts bekannt. Ab 1651 durfte Heins bereits mit Erlaubnis der Obrigkeit Unterricht im kaufmännischen Rechnen geben. In den Jahren 1658 und 1659 studierte Heins für einige Semester Theologie an den Universitäten in Jena und Leipzig; kehrte dann aber nach Hamburg zurück. Dort heiratete er und bekam 1661 ein Vikariat an Dom, d. h. eine Pfründe. Ob Heins dafür einen Dienst zu verrichten hatte, ist nicht bekannt.
1670 wurde er Schreib- und Rechenmeister an der deutschen Kirchschule St. Michaelis. Daneben war er von 1663 bis 1672 Buchhalter der Guineisch-Afrikanischen Compagnie.
Er verfasste mehrere Lehrbücher, die ihn über die Landesgrenzen hinaus bekannt machten. Sie wurden bis ins Anfang des 19. Jahrhunderts gedruckt, allein das Tyrocinium mercatorio-arithmeticum erlebte 24 Auflagen.
1690 gründete Heins mit dem Rechenmeister der Kirchschule von St. Jacobi Heinrich Meißner die Kunst-Rechnungs-liebende Societät. Diese Societät wurde später als Mathematische Gesellschaft in Hamburg bekannt.

## Schriften
- Gazophylacium mercatorio-arithmeticum, das ist: Schatzkammer der kauffmännischen Rechnung, Hamburg 1680.
- Informatorium Arithmethico Problematicum ex regula alligationis adornatum : Das ist Gründliche Anweisung, wie ein getreuer Informant, auß dem unerschöpflichen Brunnen der so-genannten Regulae Alligationis seinen Discipulis allemal diensame und ... also die schwere Information-Last ... erleichtern könne, Hamburg 1691.
- Abyssus mercatorio-arithmetico-problematica : oder Eine ganz neue, aus der unerschöpflichen regula allegationis fließende Informations-Art in der kauffmännischen Rechnung Hamburg, 1698
- Haupt-Schlüssel zur Schatz-Kammer der Kauffmänischen Rechnung, ohne Ort und Jahr.
- Tyrocinium Mercatorio Arithmeticum : Das ist: Ordentliche Grund-Legung zur Kaufmännischen Rechnung ...